# Kairo International Stadion
Das Kairo International Stadion (arabisch ستاد القاهرة الدولي) ist ein Fußballstadion mit Leichtathletikanlage in der ägyptischen Hauptstadt Kairo. Es ist mit einer Kapazität von 74.100 Zuschauern nach dem Stadion Borg el-ʿArab in Alexandria das zweitgrößte Stadion Ägyptens.

## Beschreibung
Das Stadion liegt im Stadtteil Nasr City unweit des Cairo Stadium Indoor Halls Complex. Das Stadion liegt etwa acht Kilometer vom Flughafen Kairo-International und vierzehn Kilometer vom Stadtkern Kairos entfernt.

## Geschichte
Der Bau wurde 1956 begonnen und 1960 fertiggestellt und von Präsident Gamal Abdel Nasser am 23. Juli des Jahres, dem achten Jahrestag der ägyptischen Revolution, eingeweiht. Architekt des Stadions war der Deutsche Werner March, der vor allem als Architekt des Berliner Olympiastadions bekannt ist. Anlass zum Bau des Stadions waren die vierten Panarabischen Spiele 1965 in Kairo. Die Panarabischen Spiele wurden ab 1953 von der Arabischen Liga veranstaltet, da die Olympischen Spiele zu dieser Zeit ausschließlich von westlichen Ländern ausgetragen wurden.
Derzeit wird es vor allem für Fußballspiele genutzt, jedoch trennt eine Leichtathletikanlage die Zuschauer vom Spielfeld. Die Anlage wurde im Rahmen der Vorbereitungen auf den Afrika-Cup 2006 renoviert. 2019 fanden mehrere Partien des Afrika-Cup im Cairo International Stadium statt, darunter das Eröffnungsspiel, ein Halbfinale und das Finale zwischen dem siegreichen Algerien und dem Senegal. 